# Neohololepidella murrayi
Neohololepidella murrayi är en ringmaskart som beskrevs av Pettibone 1969. Neohololepidella murrayi ingår i släktet Neohololepidella och familjen Polynoidae. Inga underarter finns listade i Catalogue of Life.